# Matěj Václav Jäckel
Matěj Václav Jäckel (lužickosrbsky Maćij Wjacław Jakula, německy Mathias Wenzel Jäckel; 11. září 1655, Wittichenau (lužickosrbsky Kulow), Horní Lužice – 1738, Praha) byl lužickosrbský sochař a řezbář působící převážně v Čechách, dílem na Moravě, v Horní Lužici a Sasku. Je považován za představitele českého vrcholného baroka. Jeho práce byla ovlivněna italským barokním sochařstvím Gianlorenza Berniniho a architekturou Carla Rainaldiho.

## Život
Sochařství studoval v Německu a jeho učitelem byl zřejmě drážďanský sochař Melchior Barthel. Kolem roku 1684 si v Praze otevřel vlastní sochařskou dílnu, zaměstnávající několik tovaryšů. Za padesát let své existence vyprodukovala velké množství soch a plastik, převážně pro církevní klientelu.
Nejznámější Jäckelova díla:
- sochařská výzdoba hlavního oltáře křižovnického kostela svatého Františka Serafinského v Praze na Starém Městě z doby kolem roku 1700, v nástavci je to socha Boha otce v nebeské glorii andělů, po stranách oltářního obrazu sochy sv. Augustina a sv. Heleny s křížem (po roce 1700).
- trojice sousoší na pilířích Karlova mostu v Praze. Nejstarší z trojice soch je Svatá Anna Samatřetí z roku 1707, zhotovená na objednávku Rudolfa z Lisova, pána na Novém Stránově a Vtelně; poté následovalo sousoší Madona se sv. Dominikem a sv. Tomášem Akvinským (1708) pro řád dominikánů (originál v Lapidáriu Národního muzea a Madona se sv. Bernardem (1709) pro cisterciácký řád (originál v Gorlice na Vyšehradě).

Kvalita soch z Jäckelovy dílny je značně proměnlivá. Obecně ovšem platí, že jde málokdy o díla prvořadé umělecké kvality.[zdroj?] Jäckel proto překvapuje spíše kvantitou svých děl.[zdroj?] Nejen o generaci mladší sochaři Matyáš Bernard Braun a Ferdinand Maxmilián Brokoff, kteří reprezentují nejvyšší uměleckou úroveň, ale také Jäckelovi současníci, sochaři František Preiss či Jan Bedřich Kohl-Severa jsou tvůrci umělecky významnějšími.[zdroj?]
Sochařství se vyučil i jeho syn Antonín Jäckel, v jeho díle pak pokračoval i jeho zeť a učeň Ignác František Weiss.

## Dílo

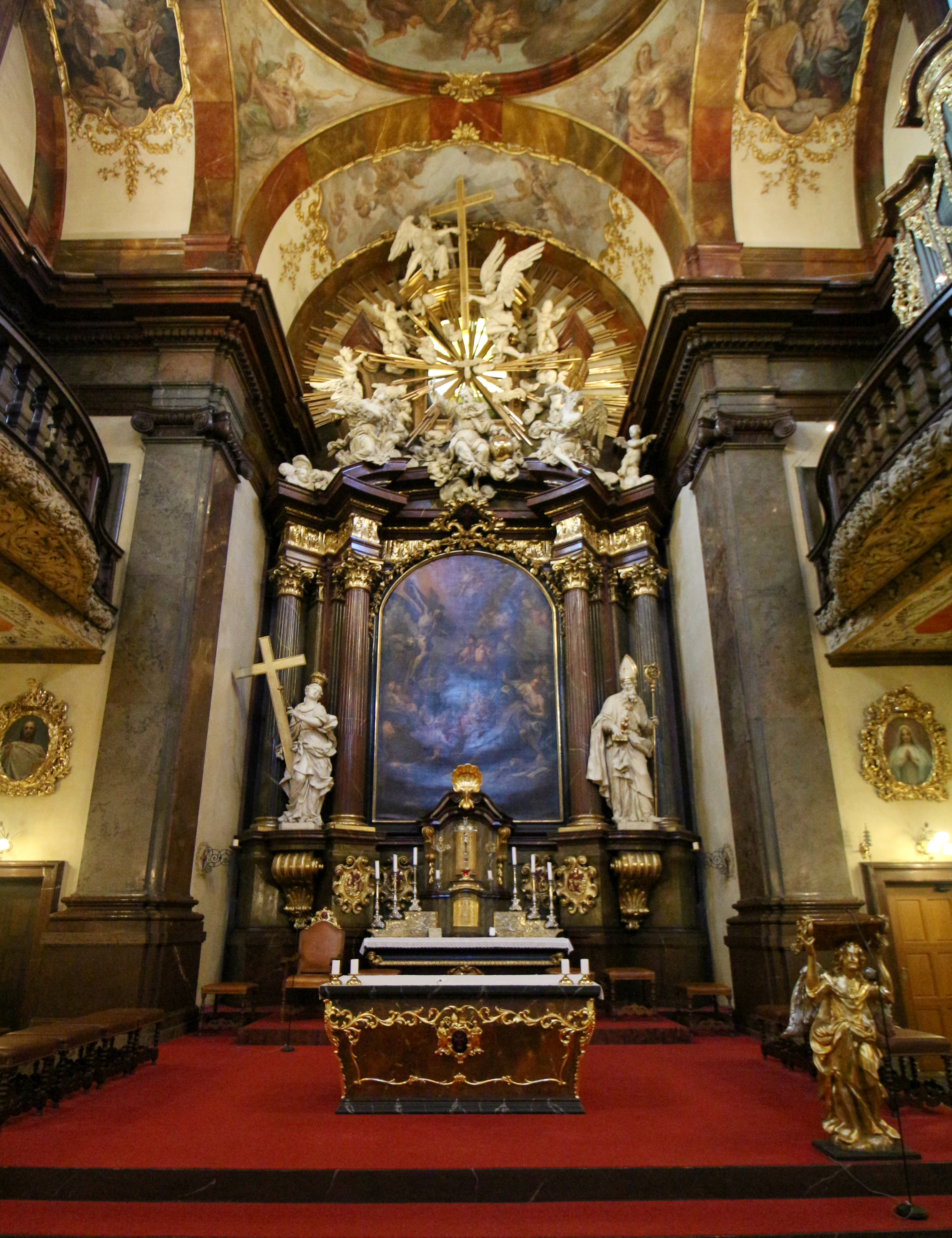
Hlavní oltář kostela sv. Františka křižovníků v Praze (po 1700)
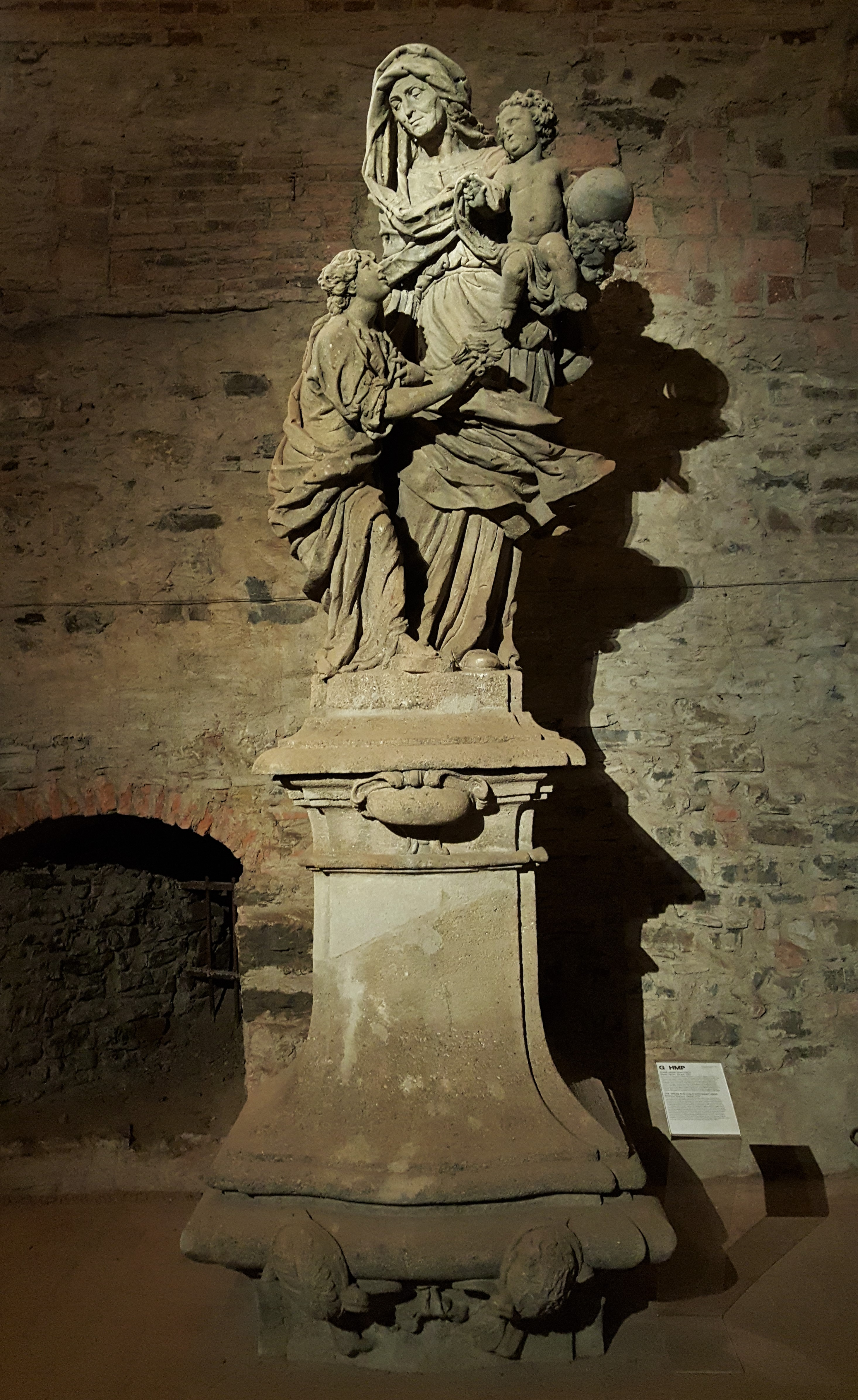
Svatá Anna Samatřetí (1707), originál v sálu Gorlice na Vyšehradě.
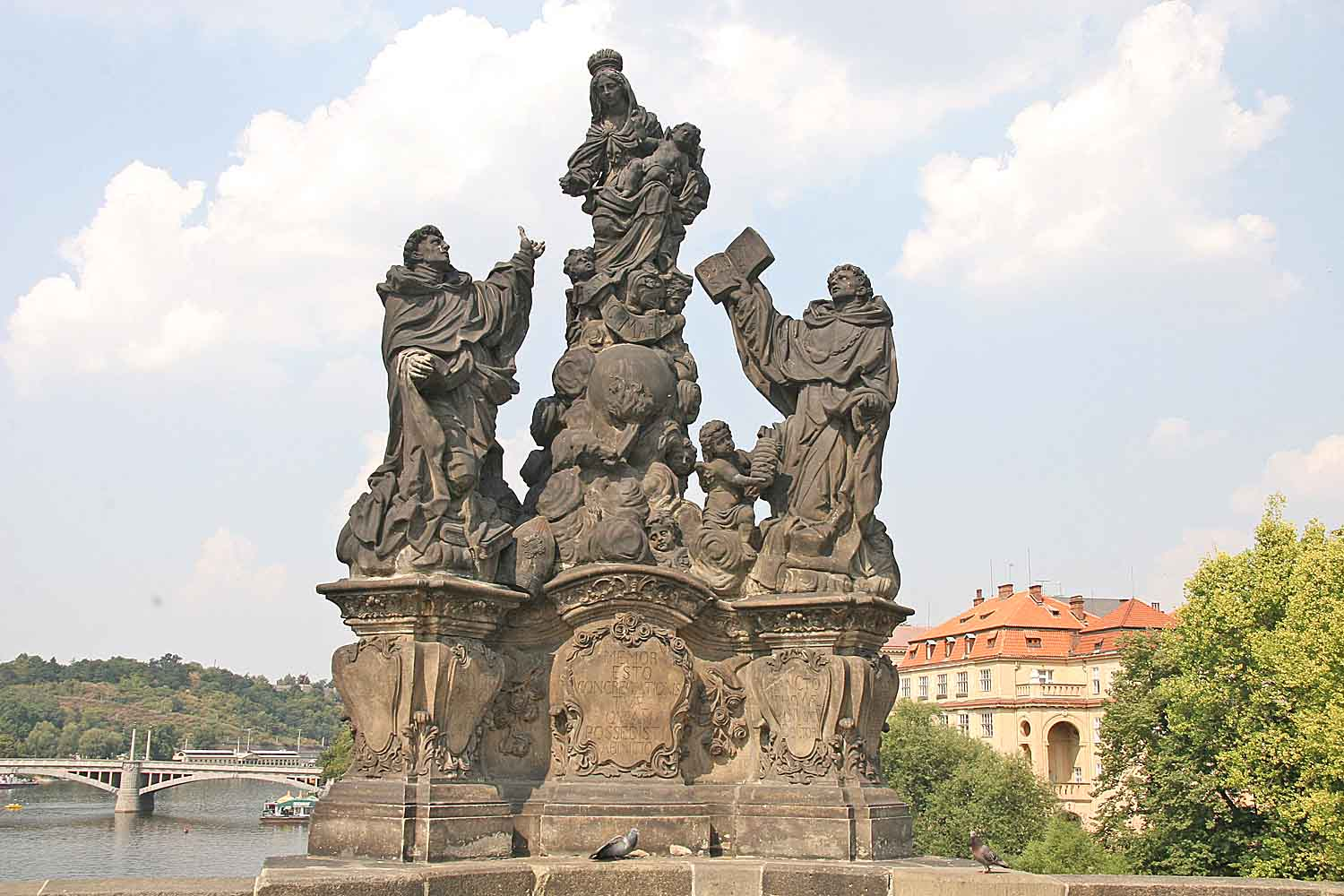
Madona se sv. Dominikem a sv. Tomášem Akvinským (1708), kopie na Karlově mostě.
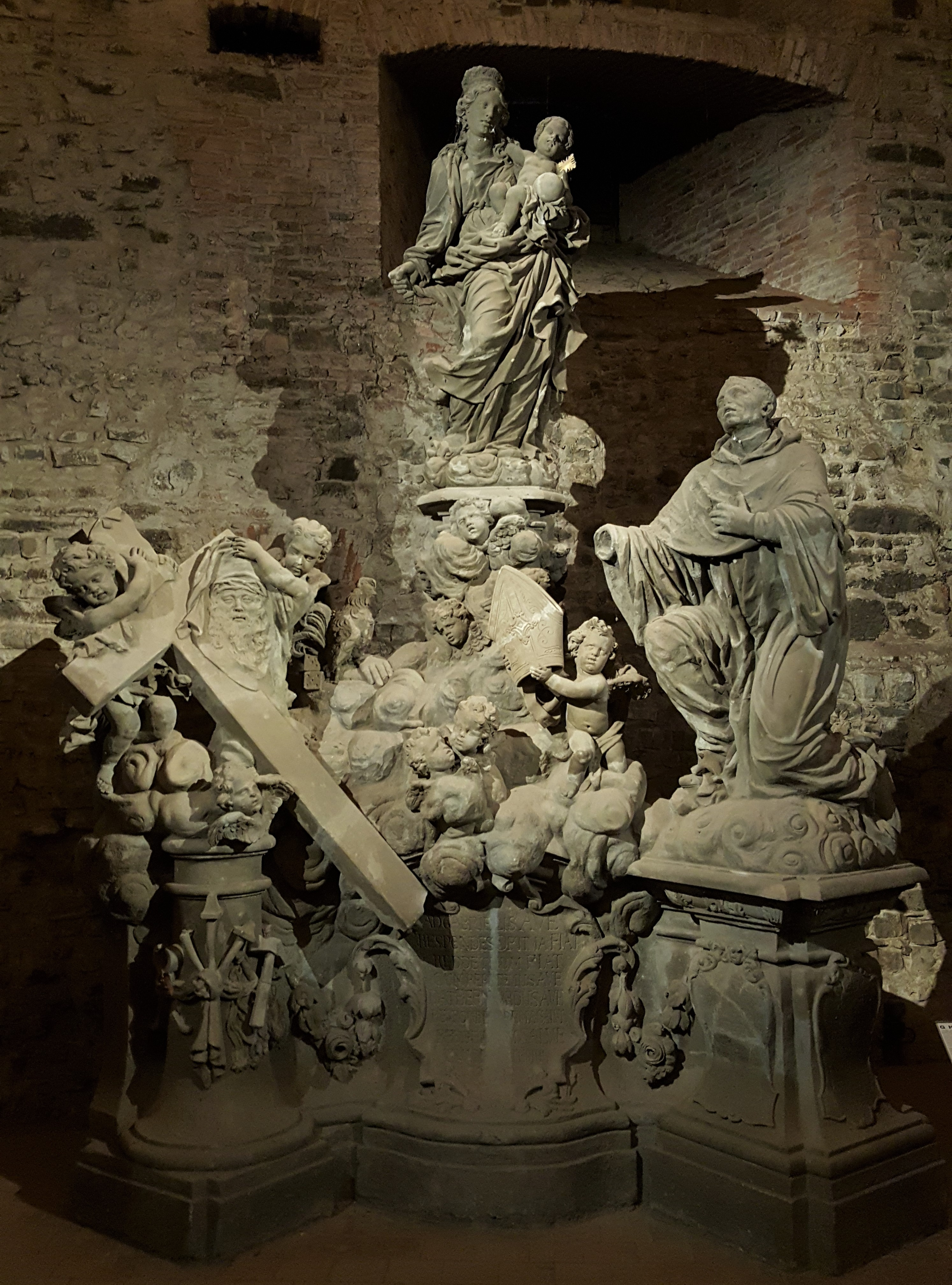
Madona se sv. Bernardem (1709), originál v Gorlici na Vyšehradě.
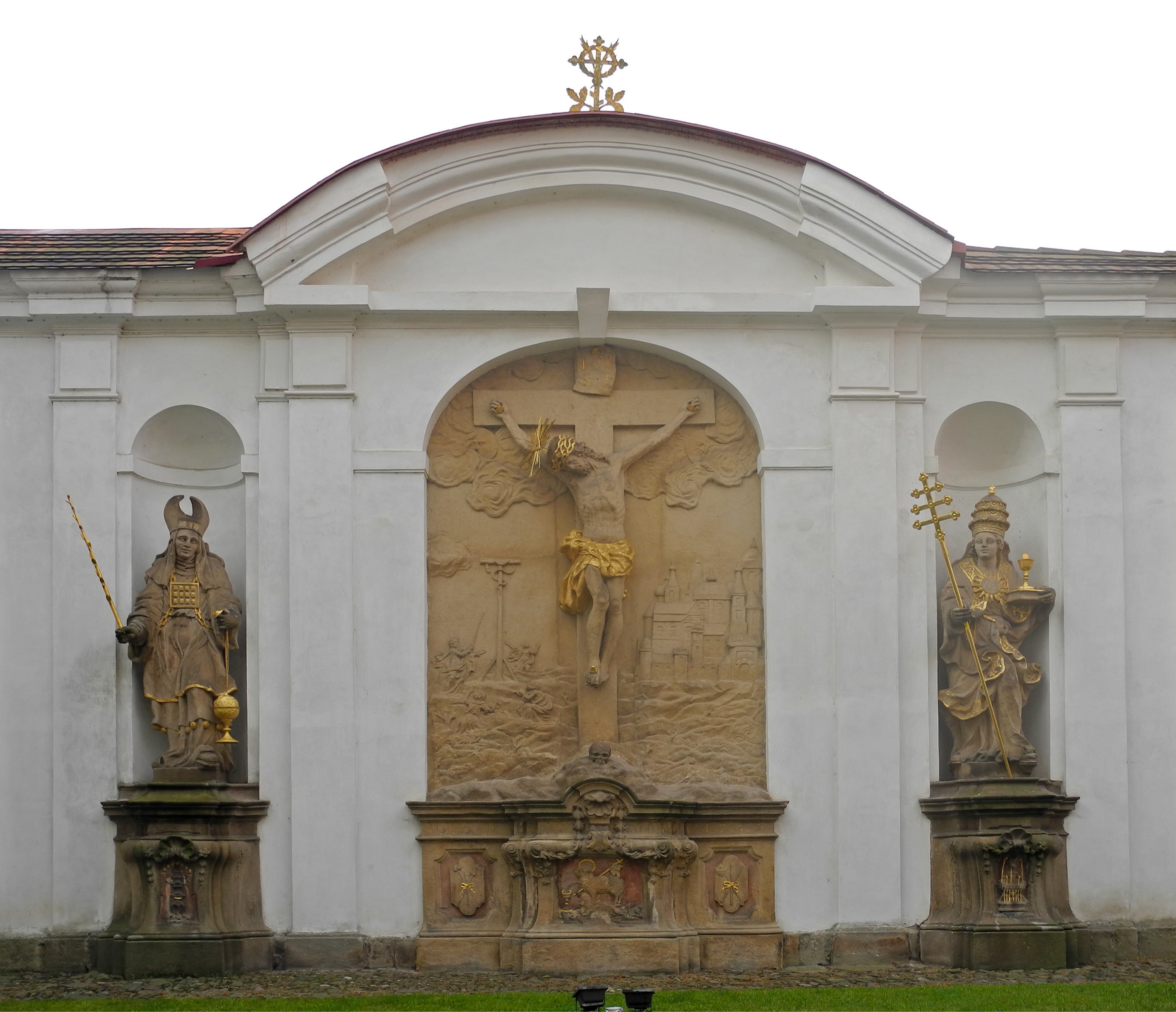
Sochy Starého a Nového zákona po stranách ukřižovaného Krista na nádvoří Broumovského kláštera (1721-1723).
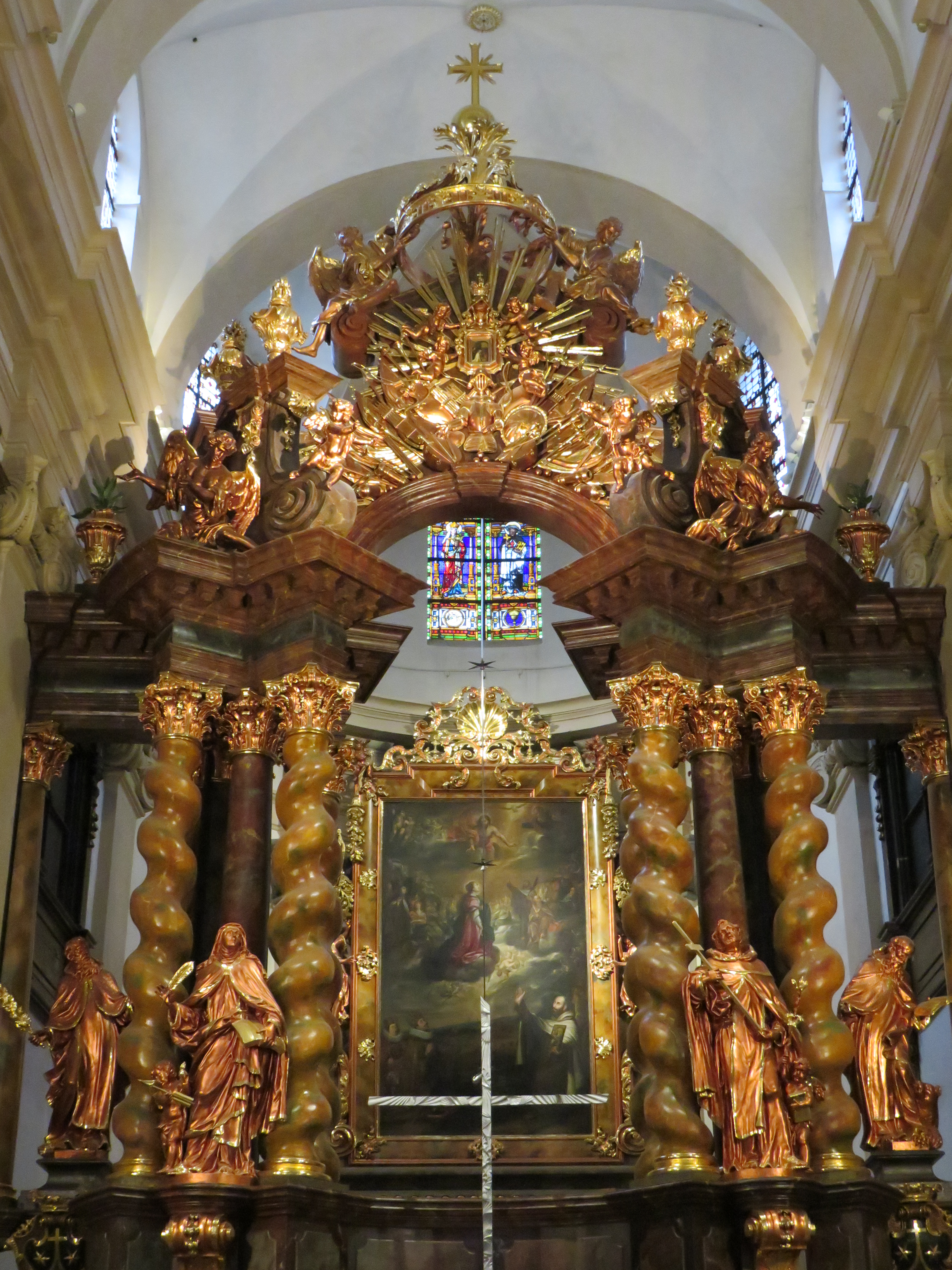
Řezby hlavního oltáře kostela Panny Marie Vítězné na Malé Straně v Praze (1723).

### Čechy
- Bernartice – socha sv. Josefa na sloupu (kol. 1725), sloup je novodobý
- Broumovský benediktinský klášter – hlavní oltář a sochy v nikách stěn bočních kaplí v kostele sv. Vojtěcha, sochy Starého a Nového zákona na nádvoří (1721-1723)
- Červená Řečice – mariánský sloup (1712)
- Český Krumlov – Mariánský sloup se sochami světců (1709-1711)
- Dobřany, kostel svatého Víta – hlavní dvojoltář sv. Víta a Jana Nepomuckého (1728-1731)
- Chotěšov, bývalý premonstrátský kostel svatého Václava – oltáře (1724-1731), po zrušení kláštera bylo vybavení rozptýleno do okolních farností (Teplá, Litice, Stod)
- Panenské Břežany, kaple svaté Anny – sochy sv. Víta a sv. Václava na hlavním oltáři (1707)
- Sázava, bývalý benediktinský kostel Nanebevzetí P. Marie a svatého Jana Křtitele – dvojice světlonošů u hlavního oltáře (1697-1708), hlavni oltář je od Richarda J. Prachnera
- Sedlec u Kutné Hory, bývalý cisterciácký kostel Nanebevzetí P. Marie – oltáře (1728-1729), část oltářů pochází ze zbořeného kostela sv. Filipa a Jakuba, hlavní oltář byl po zrušení kláštera přemístěn do kostela ve Vysokém Mýtě, sochařská výzdoba průčelí (po 1705), originály soch jsou vystaveny v jižní lodi kostela
- Sedlec u Kutné Hory – statue sv. Jana Nepomuckého (1705-1713), Immaculata na štítu hřbitovní kaple (kol. 1709), Madona na průčelí býv, konventu (kol. 1705)
- Trhové Sviny, poutní kostel Nejsvětější Trojice – hlavní oltář (1718), v současnosti je z bezpečnostních důvodů sochařská výzdoba sejmuta a deponována mimo kostel

### Morava
- Žďár nad Sázavou, bývalý cisterciácký klášter, nyní tzv. zámek:
  - Sloup se sochou Panny Marie s dítětem na prvním nádvoří vpravo od vstupní brány (před 1705), pozůstatek původní kašny
  - Madona s dítětem, polychromovaná dřevořezba (po 1706), nyní v expozici barokního umění NG v budově konventu

### Praha
- Praha Bílá Hora, sochy sv. Šebestiána a sv. Rocha při vstupu do poutního areálu na Bílé Hoře
- Praha - Břevnov Břevnovský klášter, bazilika svatého Vojtěcha a Markéty – výzdoba průčelí (1712), šest dvojic soch řádových patronů benediktinů na oltářích, výzdoba kazatelny, zpovědnic a varhan (1718-1725)
- Hradčany, Loreta – oltáře v kaplích sv. Antonína Paduánského a sv. Františka Serafinského (1715-1718)
- Hradčany, kostel svatého Jana Nepomuckého – sochařská výzdoba fasády (před 1729), hlavní oltář (1705), pochází z kostela svatého Vojtěcha na Starém Městě
- Malá Strana, kostel Panny Marie Matky ustavičné pomoci – hlavní oltář (kol. 1724)
- Malá Strana, kostel Panny Marie Vítězné (U Pražského Jezulátka) – hlavní oltář (1723), boční oltář sv. Jáchyma a Anny (1716)
- Malá Strana, kostel svatého Josefa – sochařská výzdoba průčelí (kol. 1691), oltáře (1695-1699)
- Malá Strana, kostel svatého Mikuláše – hlavní oltář (1710), nezachováno
- Malá Strana, Lužický seminář – socha sv. Petra na nároží (1728)
- Nové Město, kostel Panny Marie Sněžné – oltář sv. Barbory (1713)
- Nové Město, kostel svaté Voršily – oltář sv. Jana Nepomuckého (1710)
- Nové Město, kostel svatého Petra na Poříčí – socha sv. Petra u kostela (kol. 1700)
- Nové Město, kostel svatého Ignáce z Loyoly – sochařská výzdoba portiku, sochy ve výklencích kaple sv. Aloise Gonzagy a sv. Františka Xaverského (1699-1700)
- Nové Město, Karlovo náměstí – kašna se sochou sv. Josefa (1697-1698)
- Nové Město, Kostel Nanebevzetí Panny Marie a svatého Karla Velikého – socha Panny Marie Karlovské (1720)
- Staré Město, bývalý klášter paulánů u svatého Salvátora – sochařská výzdoba atiky (1696), částečně nahrazeno kopiemi
- Staré Město, kostel Matky Boží před Týnem – oltář sv. Kryšpína a Kryšpiána (před 1714)
- Staré Město, kostel svatého Jakuba Většího – oltáře sv. Václava a sv. Josefa (1708-1709), výzdoba varhan (1702-1705)
- Staré Město, kostel svatého Františka Serafinského – sochařská výzdoba atiky (1722-1724), sochy nahrazeny kopiemi, soch na hlavním oltáři, část soch v nikách interiéru (po 1700-1705)
- Staré Město, kostel svatého Havla – hlavní oltář (před 1700)
- Staré Město, sochy 6 českých patronů na fasádě domu U zlaté studny na nároží Karlovy a Seminářské ulice
- Staré Město, kostel sv. Baroloměje – sochařská výzdoba severní fasády (asi 1731)
- Uhříněves – socha sv. Jana Nepomuckého (kol. 1730)
- Zbraslav, bývalý cisterciácký klášter – výzdoba severního průčelí konventu (po 1730)

### Karlův most
Jäckel je autorem tří soch na Karlově mostě:
- sousoší Madony se sv. Dominikem a sv. Tomášem Akvinským (1708)
- sousoší Madony se sv. Bernardem (1708-1709)
- socha sv. Anny Samétřetí (1707)

## Odraz v kultuře
V roce 2008 vydal Tomáš Mlynkec román Slavíci kamenného mostu – fiktivní životopis Matěje Václava Jäckla. Jde o hluboce lidský příběh člověka tvořícího v dramatické době, osobně i pracovně ovlivňovaného pohnutkami a rozmary mocných.